# Hugh Macdonald
Pour les articles homonymes, voir Macdonald.
Cet article possède un paronyme, voir Hugh MacDonald.
Hugh John Macdonald (Newbury, 31 janvier 1940) est un musicologue anglais, principalement connu pour son travail sur la musique du XIXe siècle, surtout française. Il a été éditeur principal de la Nouvelle édition des Œuvres complètes d'Hector Berlioz depuis sa création en 1967 et a été particulièrement actif dans le renouveau de l'intérêt pour la musique de Berlioz. Il est également l'auteur de plusieurs entrées dans le Grove Dictionary of Music and Musicians.

## Biographie
Macdonald étudie sous la direction de Raymond Leppard à l'Université de Cambridge entre 1958 et 1966. Il poursuit ses études et obtient son doctorat en 1969, à l'université de Cambridge, après des recherches sur la musique de Berlioz, sa thèse consistant en une édition critique des Troyens. Il enseigne à la faculté de musique de l'université de Cambridge de 1966 à 1971 et au sein de la faculté de musique à l'Université d'Oxford à partir de 1971 jusqu'à 1980. En 1980, il est Gardiner Professeur de musique à l'Université de Glasgow, où il est resté jusqu'en 1987, lors de sa nomination Avis Blewett professeur de musique à l'Université de Washington à St Louis.

## Ouvrages
- (en) Berlioz, Londres, Dent, coll. « The master musicians », 1982, 261 p. (ISBN 0-460-03156-2, OCLC 470365079)
- (en) Beethoven's Century : Essays on Composers and Themes, Cambridge University Press, 2012 (OCLC 889957954)

## Articles
- « Berlioz and the metronome », dans Berlioz studies, p. 17-36 (OCLC 605525374)
- « Benvenuto Cellini », dans Revue de musicologie, vol. 63 no 1-2 (janvier 1977), p. 107-114 (OCLC 5556155737)

## Sources
- (en) Hugh Mcdonald. sur l'Université de Washington à St Louis.